# 神田區
神田區（日语：／ Kandaku）是日本東京已廢止的一個行政區，為當時東京15區之一，範圍現屬千代田區。於1878年成立，1947年3月15日與麴町區合併成立千代田區而廢止。